# 贡禹
贡禹（前124年—前44年），西汉中期大臣。字少翁，琅琊郡（今山东诸城）人。他在漢宣帝時，任諫大夫。他多次上书汉元帝，针对朝廷腐败、贵族奢侈、郡县人民贫困，建议皇帝选贤任能、诛杀奸臣，重视节俭、减轻徭役。初元五年（前44年）六月，代陳萬年为御史大夫，十二月去世，薛廣德繼任。

## 延伸阅读
[在维基数据编辑]
 《漢書·卷072》，出自班固《漢書》

| 前任： 陳萬年 | 西汉御史大夫 第四十六任 前44年 | 繼任： 薛廣德 |